# Elecciones presidenciales de Argentina de 1860
Las elecciones presidenciales de Argentina de 1860 se llevaron a cabo para elegir al sucesor de Justo José de Urquiza como presidente de la Confederación Argentina para el periodo 1860-1866, resultando elegido Santiago Derqui, del Partido Federal. Dos años después Derqui sería desplazado del poder, como consecuencia de la derrota de la Confederación Argentina en la batalla de Pavón en 1862, a manos del ejército del Estado de Buenos Aires, comandado por Bartolomé Mitre.
Las elecciones se realizaron bajo las reglas de la Ley Electoral 207, que mantuvo en vigencia un régimen de «voto cantado», que se caracterizó históricamente por el fraude electoral masivo, la violencia en los comicios, el voto venal (pago) y la baja participación, sin que se permitiera votar ni ser elegidas a las mujeres. Solo concurrió a votar el 1% de la población. La Constitución establecía que la elección del presidente y vicepresidente debía realizarse en forma indirecta y por separado, delegando la elección final de cada uno, en colegios electorales provinciales integrados por representantes elegidos en la elección primaria, por el sistema de lista completa, siendo electos todos los candidatos más votados, en cada distrito electoral.
Derqui triunfó en Catamarca, Corrientes, La Rioja, Mendoza, Salta, San Juan, San Luis, Santa Fe; y en Entre Ríos. Fragueiro triunfó en Córdoba, Jujuy, Santiago del Estero y Tucumán. Buenos Aires no participó por no ser parte de la Confederación.
En la elección del vicepresidente, ningún candidato superó el 50% de los votos en el colegio electoral, razón por la cual correspondió al Congreso Nacional elegir al vicepresidente de entre los dos candidatos más votados, Marcos Paz (39%) y Juan Esteban Pedernera (36%), resultando finalmente elegido el segundo.

## Resultados del Colegio Electoral
| Candidato a Presidente | Candidato a Presidente    | Partido       | Votos Electorales |
| ---------------------- | ------------------------- | ------------- | ----------------- |
|                        | Santiago Derqui           | Federal       | 72                |
|                        | Mariano Fragueiro         | Unitario      | 46                |
|                        | Salvador María del Carril | Unitario      | 4                 |
|                        | Juan Bautista Alberdi     | Independiente | 2                 |
|                        | Tomás Guido               | Independiente | 1                 |
| Total                  | Total                     | Total         | 125               |

| Candidato a Vicepresidente | Candidato a Vicepresidente | Partido       | Votos Electorales | Voto del Congreso |
| -------------------------- | -------------------------- | ------------- | ----------------- | ----------------- |
|                            | Marcos Paz                 | Independiente | 49                | 22                |
|                            | Juan Esteban Pedernera     | Unitario      | 45                | 32                |
|                            | Benjamín Virasoro          | Federal       | 17                |                   |
|                            | Juan Gregorio Pujol        | Federal       | 12                |                   |
|                            | Juan Bautista Alberdi      | Independiente | 1                 |                   |
|                            | Santiago Derqui            | Federal       | 1                 |                   |
| Total                      | Total                      | Total         | 125               | 54                |

### Resultados por Provincia
| Provincia           | Presidente | Presidente | Presidente | Presidente | Presidente |     | Vicepresidente | Vicepresidente | Vicepresidente | Vicepresidente | Vicepresidente | Vicepresidente |
| Provincia           | Derqui     | Fragueiro  | del Carril | Alberdi    | Guido      | Paz | Pedernera      | Virasoro       | Pujol          | Alberdi        | Derqui         |                |
| ------------------- | ---------- | ---------- | ---------- | ---------- | ---------- | --- | -------------- | -------------- | -------------- | -------------- | -------------- | -------------- |
| Catamarca           | 10         |            |            |            |            |     |                | 10             |                |                |                |                |
| Córdoba             |            | 16         |            |            |            | 15  |                |                |                | 1              |                |                |
| Corrientes          | 12         |            |            |            |            |     |                |                | 12             |                |                |                |
| Entre Ríos          | 6          |            |            | 2          |            |     | 8              |                |                |                |                |                |
| Jujuy               |            | 8          |            |            |            | 8   |                |                |                |                |                |                |
| La Rioja            | 8          |            |            |            |            |     | 8              |                |                |                |                |                |
| Mendoza             | 8          |            |            |            |            |     | 7              | 1              |                |                |                |                |
| Salta               | 6          |            | 4          |            |            | 4   | 5              |                |                |                | 1              |                |
| San Juan            | 8          |            |            |            |            |     |                | 8              |                |                |                |                |
| San Luis            | 8          |            |            |            |            |     |                | 8              |                |                |                |                |
| Santa Fe            | 6          |            |            |            | 1          |     | 7              |                |                |                |                |                |
| Santiago del Estero |            | 12         |            |            |            | 12  |                |                |                |                |                |                |
| Tucumán             |            | 10         |            |            |            | 10  |                |                |                |                |                |                |
| Total               | 72         | 46         | 4          | 2          | 1          |     | 49             | 45             | 17             | 12             | 1              | 1              |